# Poincaréjeva grupa
Poincaréjeva grupa je v fiziki in matematiki grupa togih premikov psevdoevklidskega prostora Minkowskega {\displaystyle \mathbb {R} ^{1,3}}. Grupo je leta 1905 vpeljal Henri Poincaré. Je 10-razsežna nekompaktna Liejeva grupa. Abelova grupa vzporednih premikov (translacij) je normalna podgrupa, Lorentzeva grupa pa je podgrupa, stabilizator točke. Polna Poincaréjeva grupa je tako afina grupa Lorentzeve grupe, semidirektni produkt translacij in Lorentzevih transformacij:
{\displaystyle \mathbb {R} ^{1,3}\rtimes O(1,3)\!\,.}
Poincaréjeva grupa sovpada z grupo vseh realnih transformacij vektorjev četvercev {\displaystyle x=x^{\mu }=\{x^{0},x^{1},x^{2},x^{3}\}} oblike:
{\displaystyle x'^{\mu }=\lambda _{\nu }^{\mu }x^{\nu }+a^{\mu }\!\,,}
kjer je {\displaystyle \lambda _{\nu }^{\mu }} matrika Lorentzevih transformacij, {\displaystyle a^{\mu }} pa vektor četverec vzporednih premikov. Element Poincaréjeve grupe se običajno označuje z {\displaystyle \{a,\Lambda \}}, zakon kompozicije pa ima obliko:
{\displaystyle \{a_{1},\lambda _{1}\}\{a_{2},\lambda _{2}\}=\{a_{1}+\lambda _{1}a_{2},\lambda _{1}\lambda _{2}\}\!\,.}
Poincaréjeva grupa je pomembna v posebni teoriji relativnosti saj je grupa njene globalne simetrije. V soglasju s Kleinovim Erlangenskim programom geometrijo prostora Minkowskega določa Poincaréjeva grupa: prostor Minkowskega je homogeni prostor za Poincaréjevo grupo.